# Coupe de France féminine de water-polo 2025
Navigation
2024 2026
Le Trophée Alice Milliat (Coupe de France de water-polo) est la 4e édition du Trophée Alice Milliat (et la 8e édition de la Coupe de France féminine de water-polo), compétition à élimination directe mettant aux prises les 4 meilleurs clubs de water-polo du Championnat de France Elite à la mi-saison.

## Phase finale
|  | Quarts-de-finale 17 janvier 2025 | Quarts-de-finale 17 janvier 2025 |                       |                        | Demi-finales 13 et 14 octobre 2007 | Demi-finales 13 et 14 octobre 2007 |  |  | Finale 20 octobre 2007 | Finale 20 octobre 2007 |
|  | Quarts-de-finale 17 janvier 2025 | Quarts-de-finale 17 janvier 2025 |                       |                        | Demi-finales 13 et 14 octobre 2007 | Demi-finales 13 et 14 octobre 2007 |  |  | Finale 20 octobre 2007 | Finale 20 octobre 2007 |
|  |                                  |                                  |                       |                        |                                    |                                    |  |  |                        |                        |
|  |                                  |                                  |                       |                        |                                    |                                    |  |  |                        |                        |
|  |                                  |                                  |                       |                        |                                    |                                    |  |  |                        |                        |
|  | Lille Métropole Water-Polo       | 18                               |                       |                        |                                    |                                    |  |  |                        |                        |
|  | Lille Métropole Water-Polo       | 18                               | Olympic Nice Natation | 14                     |                                    |                                    |  |  |                        |                        |
|  | Olympic Nice Natation            | 6                                | Olympic Nice Natation | 14                     |                                    |                                    |  |  |                        |                        |
|  | Olympic Nice Natation            | 6                                | Toulon Water-Polo     | 6                      |                                    |                                    |  |  |                        |                        |
|  |                                  |                                  | Toulon Water-Polo     | 6                      | Lille Métropole Water-Polo         | 25                                 |  |  |                        |                        |
|  |                                  |                                  |                       |                        | Lille Métropole Water-Polo         | 25                                 |  |  |                        |                        |
|  |                                  | ASPTT Nancy                      | 5                     |                        |                                    |                                    |  |  |                        |                        |
|  | ASPTT Nancy                      | ASPTT Nancy                      | 5                     | 25                     |                                    |                                    |  |  |                        |                        |
|  | ASPTT Nancy                      | USB Bordeaux                     | 12                    | 25                     |                                    |                                    |  |  |                        |                        |
|  | Nautic Club angérien             | USB Bordeaux                     | 12                    | 9                      |                                    |                                    |  |  |                        |                        |
|  | Nautic Club angérien             | ASPTT Nancy                      | 13                    | 9                      |                                    |                                    |  |  |                        |                        |
|  |                                  | ASPTT Nancy                      | 13                    | Match pour la 3e place |                                    |                                    |  |  |                        |                        |
|  | Match pour la 5e place           |                                  |                       |                        |                                    |                                    |  |  |                        |                        |
|  |                                  |                                  |                       |                        |                                    |                                    |  |  |                        |                        |
|  |                                  |                                  |                       |                        |                                    |                                    |  |  |                        |                        |
|  | Nautic Club angérien             | 10                               | Olympic Nice Natation | 10                     |                                    |                                    |  |  |                        |                        |
|  | Nautic Club angérien             | 10                               | Olympic Nice Natation | 10                     |                                    |                                    |  |  |                        |                        |
|  | Toulon Water-Polo                | 12                               | USB Bordeaux          | 4                      |                                    |                                    |  |  |                        |                        |
|  | Toulon Water-Polo                | 12                               | USB Bordeaux          | 4                      |                                    |                                    |  |  |                        |                        |